# Callenish Circle
«Callenish Circle» — нидерландская мелодик-дэт-метал-группа, базировавшаяся в посёлках Холтюм и Борн (община Ситтард-Гелен) и существовавшая с 1992 по 2007 годы.

## Дискография

### Альбомы
- «Drift of Empathy» (1996)
- «Graceful… yet Forbidding» (1999) —  Rock Hard: [2], Metal Hammer: 5/7[3]
- «Flesh_Power_Dominion» (2002) —  Rock Hard: [4], Metal Hammer: 6/7[5]
- «My Passion // Your Pain» (2003) —  Rock Hard: [6], Metal Hammer: 6/7[7]
- «[Pitch.Black.Effects]» (2005) —  Rock Hard: [8], Metal Hammer: 4/7[9]

### Компиляционные альбомы
- «Forbidden Empathy» (2004)

### Мини-альбомы
- «Escape» (1998)

### Демозаписи
- «Lovelorn» (1995)
- «Promotional-tape '97» (1997)